# Río Pinotalca
El río Pinotalca es un curso natural de agua que nace al oeste de la cordillera de la Costa, al oeste de la ciudad de Empedrado, en la Región del Maule, y fluye con dirección general oeste hasta desembocar en el océano Pacífico.

## Caudal y régimen
En un estudio del año 2003 encargado por la Comisión Nacional de Riego, se estimaron los caudales de este río extrapolando las precipitaciones, escorrentía y caractreísticas del suelo desde otras cuencas cercanas y semejantes a la de este río. Este método ha dado resultados satisfactorios en entras cuencas del litoral que carecen de estaciones fluviométricas.: 3–10 

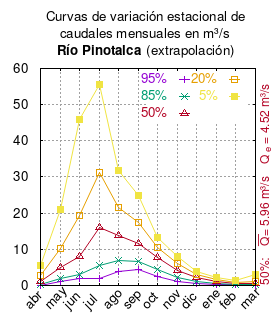
Curvas de variación estacional del río Pinotalca. Estos caudales no han sido medidos en un aforo sino calculados extrapolando precipitaciones, escorrentía y superficies de drenaje de cuencas cercanas a la del Pinotalca.

El caudal del río (en un lugar fijo) varía en el tiempo, por lo que existen varias formas de representarlo. Una de ellas son las curvas de variación estacional que, tras largos periodos de mediciones, predicen estadísticamente el caudal mínimo que lleva el río con una probabilidad dada, llamada probabilidad de excedencia. La curva de color rojo ocre (con {\displaystyle {\color {Red}\vartriangle }}) muestra los caudales mensuales con probabilidad de excedencia de un 50%. Esto quiere decir que ese mes se han medido igual cantidad de caudales mayores que caudales menores a esa cantidad. Eso es la mediana (estadística), que se denota Qe, de la serie de caudales de ese mes. La media (estadística) es el promedio matemático de los caudales de ese mes y se denota {\displaystyle {\overline {Q}}}. 
Una vez calculados para cada mes, ambos valores son calculados para todo el año y pueden ser leídos en la columna vertical al lado derecho del diagrama. El significado de la probabilidad de excedencia del 5% es que, estadísticamente, el caudal es mayor solo una vez cada 20 años, el de 10% una vez cada 10 años, el de 20% una vez cada 5 años, el de 85% quince veces cada 16 años y la de 95% diecisiete veces cada 18 años. Dicho de otra forma, el 5% es el caudal de años extremadamente lluviosos, el 95% es el caudal de años extremadamente secos. De la estación de las crecidas puede deducirse si el caudal depende de las lluvias (mayo-julio) o del derretimiento de las nieves (septiembre-enero).

## Historia
Francisco Solano Asta-Buruaga y Cienfuegos escribió en 1899 en su obra póstuma Diccionario Geográfico de la República de Chile sobre el río:
Pinotalca.-—Riachuelo del departamento de Constitución, á la parte sur de su capital. Tiene origen en la vertiente occidental de las alturas montuosas al O. de la villa del Empedrado y dirige su corto curso y caudal hacia el mismo O. hasta ir á desaguar en el Pacífico á unos cinco kilómetros hacia el N. de la punta de Carranza. En su sección inferior suele denominarse Luanco. El nombre del título viene de thalca, trueno ó rayo, y de pinonu, la piedra pómez.
Luis Risopatrón advierte que es llamado también Loanco o de Empedrado que es como el lo llama en su mapa de 1910.: 675  El mapa de la zona del Instituto Geográfico Militar (Chile) lo llama Lonco o Pinotalca.
Frente a Punta Carranza ocurrió el naufragio del vapor Cazador, uno de las mayores tragedias marinas de la República.